# Кофе либерийский
Ко́фе либери́йский, или Кофе́йное де́рево либери́йское (лат. Cofféa liberica) — вид цветковых растений рода Кофе (Coffea) трибы Кофейные (Coffeeae) семейства Мареновые. Это третий по распространенности в культуре вид после арабики (Кофе аравийский) и робусты (Кофе конголезский). Кофе либерийский произрастает в природе в западной и центральной Африке от Либерии до Уганды и Анголы и натурализовался на Филиппинах, в Индонезии, на Сейшельских островах, на Андаманских и Никобарских островах, во Французской Полинезии, Центральной Америке, Вест-Индии, Венесуэле, Колумбии, Малайзии и Бразилии.

## Распространение и экология
Впервые этот сорт кофе обнаружили ещё три столетия назад в лесах Либерии, государстве, находящемся на западном берегу Африки, в честь которого он и получил своё название. Первая плантация появилась в 1864 году, однако первые упоминания датируются 1792 годом. Во-времена испанской колониальной эпохи 1800-х годов либерийское кофейное дерево была привезена и посажена в городе Липа, Филиппины, а немного позднее в конце XIX века зерна были доставлены в Индонезию, на смену уничтоженной плохими погодными условиями арабике.
На сегодняшний день либерика выращивается и широко используется в Гайане, Суринаме, Биоко (Фернандо По), Сан-Томе, Либерии, Малайзии на Филиппинах и в меньшей степени в Сьерра-Леоне, Кот-д'Ивуаре, Нигерии, Конго (Браззавиль), Маврикии, Шри-Ланки, Индии, Таиланда, Вьетнама, Тайваня и Тиморе.

## Биологическое описание
Вечнозелёный кустарник или небольшое дерево, достигающее высоты 20 м, неопушённое, долговечное.
Листья цельнокрайные, слегка волнистые, супротивные, на коротких черешках, часто обвисшие.
Цветки обоеполые, душистые, сидят по 3—6 на соцветии.
Плод — овально-эллиптическая ягода, крупнее, чем у аравийского кофе. Семена парные (сидят по двое).

## Использование
Вид имеет весьма сильный аромат, но достаточно слабый вкус. Напиток, сваренный из зёрен либерики, не отличается высоким содержанием кофеина. Ввиду вышесказанного, вид используется редко — в основном в кофейных смесях, куда его добавляют из-за аромата (который в некоторых случаях может быть сильнее арабики).